# Dolomita

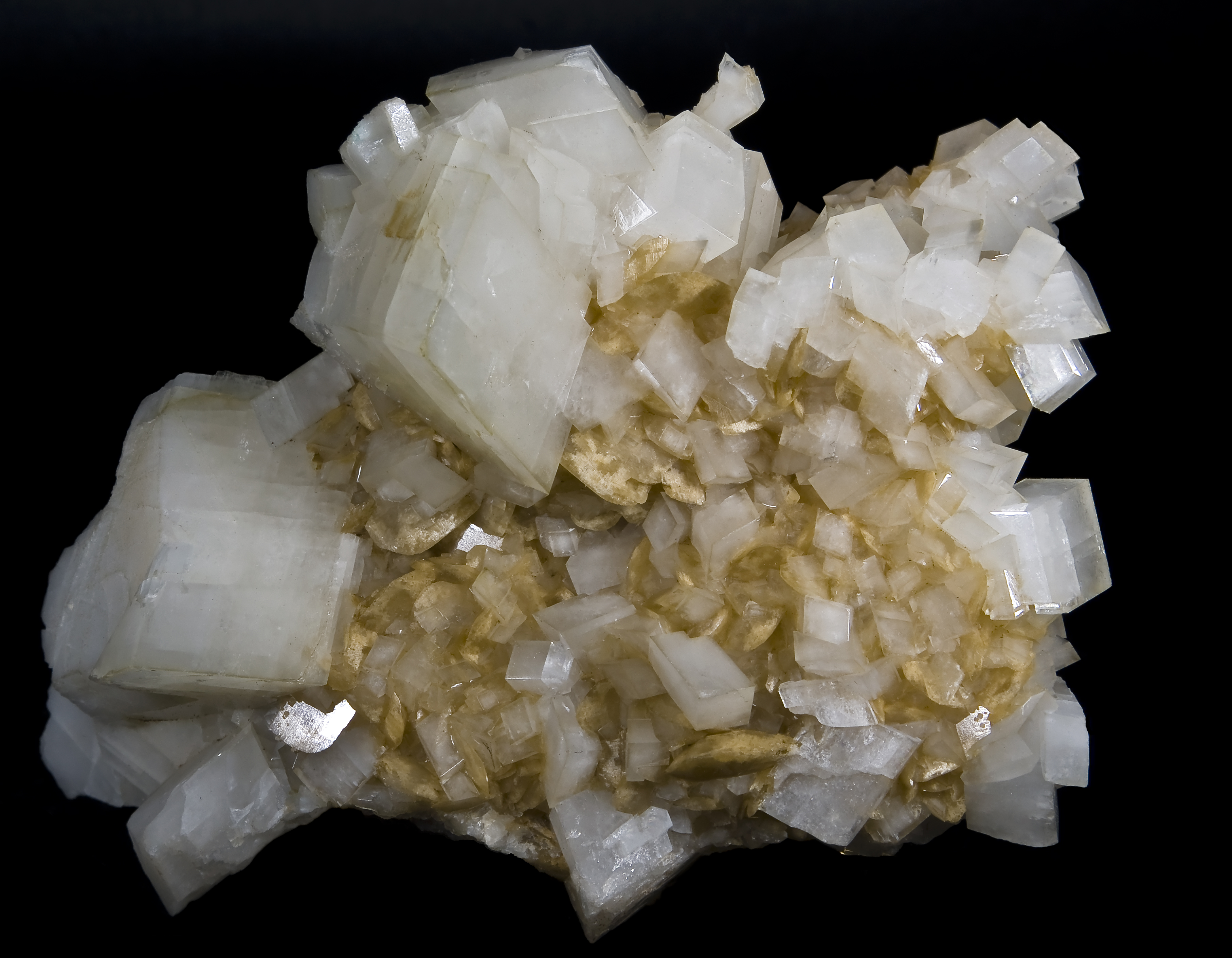
Dolomita y magnesita de la cantera Azcárate, en Eugui (Navarra, España)

La dolomita es un mineral compuesto de carbonato de calcio y magnesio [CaMg(CO3)2]. Se produce una sustitución por intercambio iónico del calcio por magnesio en la roca caliza (CaCO3). Se le puso el nombre en honor al geólogo francés Déodat Gratet de Dolomieu.

## Historia
Probablemente el mineral dolomita fue descrito por primera vez por Carl Linnaeus en 1768. En 1791 fue descrito como una roca por el naturalista y geólogo francés Déodat Gratet de Dolomieu (1750–1801), primero en edificios de la antigua ciudad de Roma, y más tarde como muestras recogidas en las montañas ahora conocidas como los Alpes Dolomitas del Norte de Italia. Nicolas-Théodore de Saussure fue el primero que nombró el mineral (en reconocimiento de Dolomieu) en marzo de 1792.

## Formación y rocas
Es un importante mineral de rocas sedimentarias y metamórficas, encontrado como mineral principal de las rocas llamadas dolomías y metadolomías, así como mineral importante en limolitas y mármoles donde la calcita es el principal mineral presente. También aparecen depósitos de dolomita en vetas hidrotermales, formando cristales que rellenan cavidades. Se ha encontrado también en serpentinitas y rocas similares.
La disociación natural de la dolomita por la acción del agua carbónica en rocas sedimentarias (dolomías) da lugar a numerosas formaciones cársticas, para dar calcita y magnesita pura, según la reacción reversible:
CaMg(CO3)2 + 2H2O + 2CO2 ←→ 4CO3H- + Ca2+ + Mg2+ ←→ CaCO3 + MgCO3 + 2H2O + 2CO2

## Usos
Abunda en la naturaleza como principal componente de las dolomías (rocas sedimentarias químicas) que se utilizan como fuente de magnesio y para la fabricación de materiales refractarios. También se utiliza como fundente en metalurgia, manufactura de cerámica, pinturas, cargas blancas y como componente para fabricar el vidrio. Está totalmente proscrita como mineral en el clinker del hormigón por el contenido en MgO ya que da una alta expansividad. En cambio como árido de hormigón valdría, siempre que se analice su reacción con el cemento. 
Además de como mineral industrial, la dolomita es muy apreciada por coleccionistas y museos cuando forma cristales grandes y transparentes. Los ejemplares que aparecen en el yacimiento de magnesita explotado en las minas de Eugui, en el municipio de Esteribar (Navarra) se consideran entre los mejores del mundo. En España se encuentra una variedad negra de la dolomita, la teruelita, en un barranco cerca de la ciudad de Teruel.